# Ligne de chemin de fer Domodossola-Novare
 (avril 2016).
Si vous disposez d'ouvrages ou d'articles de référence ou si vous connaissez des sites web de qualité traitant du thème abordé ici, merci de compléter l'article en donnant les références utiles à sa vérifiabilité et en les liant à la section « Notes et références ».
La ligne de chemin de fer Domodossola-Novare (en italien, Ferrovia Domodossola-Novara) est une ligne ferroviaire secondaire en Italie, d'une longueur de 90 km, partant de Domodossola, au Piémont, traversant le Val d'Ossola, le Cusio et la province de Novare avant d'arriver à Novare.
C'est une ligne importante pour le trafic du marchandises, elle est également utilisée pour un service voyageurs mais il est notamment perturbé par la neige pendant la période hivernale.

## Histoire
La ligne a été électrifiée afin de permettre le transit des trains de marchandises de la société Hupac, ainsi que d'autres compagnies de transport. Au début de 2012, la ligne est traversée par de nombreux trains toute la journée, directs vers l'Europe du Nord. Le projet de l'« Autoroute Mobile » voit les camions montés sur wagons de fret spéciaux dans le port intermodal de Novare Boschetto, d'où ils partent à la destination de Fribourg en Allemagne, en traversant la Suisse (avant le tunnel du Simplon, puis du Lötschberg)[Quoi ?].
Les travaux d'électrification ont débuté sur le tronçon Domodossola - Pieve Vergonte - Premosello Chiovenda en 1998 car cela devait permettre le transit des trains de la ligne du Simplon (régionaux, internationales et marchandises).Au début du 2000 la ligne du Simplon a été intéressée par des travaux d'ajustement structurel des galeries pour permettre le transit du trains transportant les conteneurs.[pas clair]
Le tronçon Novare - Vignale était déjà électrifié car la voie est partagée avec la ligne Novare - Arone, déjà électrifiée.
Le reste de la ligne sera électrifié en 1999 et en 2000.

## Caractéristiques
La ligne Domodossola-Novare est une ligne à voie unique. Elle a été électrifiée en 2001 dans le cadre du développement des liaisons ferroviaires pour le fret avec le port de Gênes et d'autres ajustements de la galerie du tunnel du Simplon sont en cours sur le versant suisse : il s'agit du Couloir 24.
À partir de Domodossola, elle traverse le Val d'Ossola, le Cusio et arrive à Novare par le nord, offrant des vues sur les paysages caractéristiques et très variés de la région. Elle est utilisée quotidiennement pour le transport de passagers et pour celui du fret.
En décembre 2011, en occasion du nouveau horaires ferroviaires 2012, le parcours de la ligne a été modifié dans le territoire de Gozzano. Les travaux ont commencé en avril 2009 et ils ont vu la construction de la nouvelle gare de Gozzano et de une variante de trajet qui a permis l'élimination des cinq passages à niveau dans la ville de Gozzano.
La nouvelle gare dispose de deux quais de 750 m de longueur que permet les précédences entre les trains régionaux et le train du marchandises.
Le nouveau trajet a d'abord permis de faire monter la vitesse maximale (des 3 km de la nouvelle ligne) de 85 km/h à 130 km/h et ensuite de réduire la voie à environ 600 m.

## Exploitation
Le service de transport de passagers est exploité par Trenitalia, filiale à 100 % du groupe d'État Ferrovie dello Stato. Les trains sont tous classés comme «trains régionaux».